# Euxesta sanguinea
Euxesta sanguinea är en tvåvingeart som beskrevs av Friedrich Georg Hendel 1913.
Euxesta sanguinea ingår i släktet Euxesta och familjen fläckflugor. Artens utbredningsområde är New Mexico. Inga underarter finns listade i Catalogue of Life.